# Eleanor Fortescue-Brickdale
Pour les articles homonymes, voir Fortescue.
Eleanor Fortescue-Brickdale est une peintre et illustratrice britannique née à Londres le 25 janvier 1872 et morte dans la même ville le 10 mars 1945.
Elle est associée au mouvement artistique du préraphaélisme.

## Biographie
Mary Eleanor Fortescue Brickdale, fille de Matthew, avocat, et Sarah Fortescue-Brickdale, est née dans la maison familiale de Birchamp villa à Upper Norwood, un quartier situé au sud-est de Londres dans le comté du Surrey.
Elle entre à 17 ans à la Crystal Palace School (en), puis en 1896 à la Royal Academy où elle étudie l'illustration. C’est à la Royal Academy qu’elle rencontre le peintre Byam Shaw dont elle devient proche. Elle enseigne dans la Byam Shaw School of Art (en) qu’il fonde en mai 1910.
Sa première grande composition est une huile sur toile, The Pale Complexion of True Love (1899, Paris, musée d'Orsay), inspirée de la pièce de William Shakespeare : Comme il vous plaira. Dès lors, elle expose ses huiles sur toiles à la Royal Academy tout en produisant des aquarelles qu'elle expose à la Dowdeswell Gallery3, notamment la série Such Stuff as dreams are made of également inspirée par Shakespeare (La Tempête, Acte IV, scène I). En 1902, elle est la première femme à être élue membre de l'Institut des peintres à l'huile (Institute of Painters in Oils).
Elle est inhumée au cimetière de Brompton à Londres.

## Œuvres
Eleanor Fortescue-Brickdale appartient à la deuxième génération d'artistes préraphaélites, actifs de la fin du XIXe au début du XXe siècle.

### Peintures
- Oxford, Ashmolean Museum : L'Heure du médecin, pré-1900, Huile sur toile.
- Paris, Musée d'Orsay : The Pale Complexion of True Love, 1899, huile sur toile.
- Liverpool, Walker Art Gallery: Un page à pied, 1905, huile sur toile.
- LIverpool, Lady Lever Art Gallery, Le précurseur (Léonard de Vinci), 1920, huile sur toile.
- Bournemouth, Russell-Cotes Art Gallery & Museum : If One Could Have That Little Head of Hers..., 1900-1909, aquarelle.
- Londres, Leighton House Museum : La légende de Saint-Gilles, 1910, huile sur toile.
- Merseyside, Lady Lever Art Gallery : Le précurseur, 1920, huile sur toile.
- Clevedon, Clevedon Court: La Chevalerie mourant d'amour pour les déesses, s.d. , huile sur toile.
- Winchester, Winchester College : Le triptyque de Winchester, 1927, huile sur toile.
- Collection privée : 
  - Rosamond, s.d. , huile sur toile.
  - La Duplicité des Riches, 1901, huile sur toile.
  - L'invité imprévu, 1906, huile sur toile.
  - In Honor of C.S Rolls, Pioneer of Motor and Aerial Transport, v-1910, huile sur toile.
  - L'Atelier de Botticelli, la première visite de Simonetta Vespucci présenté par Julien et Laurent de Médicis, 1922, huile sur toile.

### Illustrations
- The Book of Old English Songs & Ballads, Londres : Hodder and Stoughton, 1re édition connue en 1915[9].
- Golden book of famous women, Londres : Hodder and Stoughton, 1919. Recueil de portraits de femmes célèbres associés à des poèmes et extraits d'œuvres littéraires[10].
- Fleur et Blanchefleur, Londres : O'Connor, 1922. Conte français Floire et Blancheflor traduit par Mme Leighton[11].

Œuvres d'Eleanor Fortescue-Brickdale
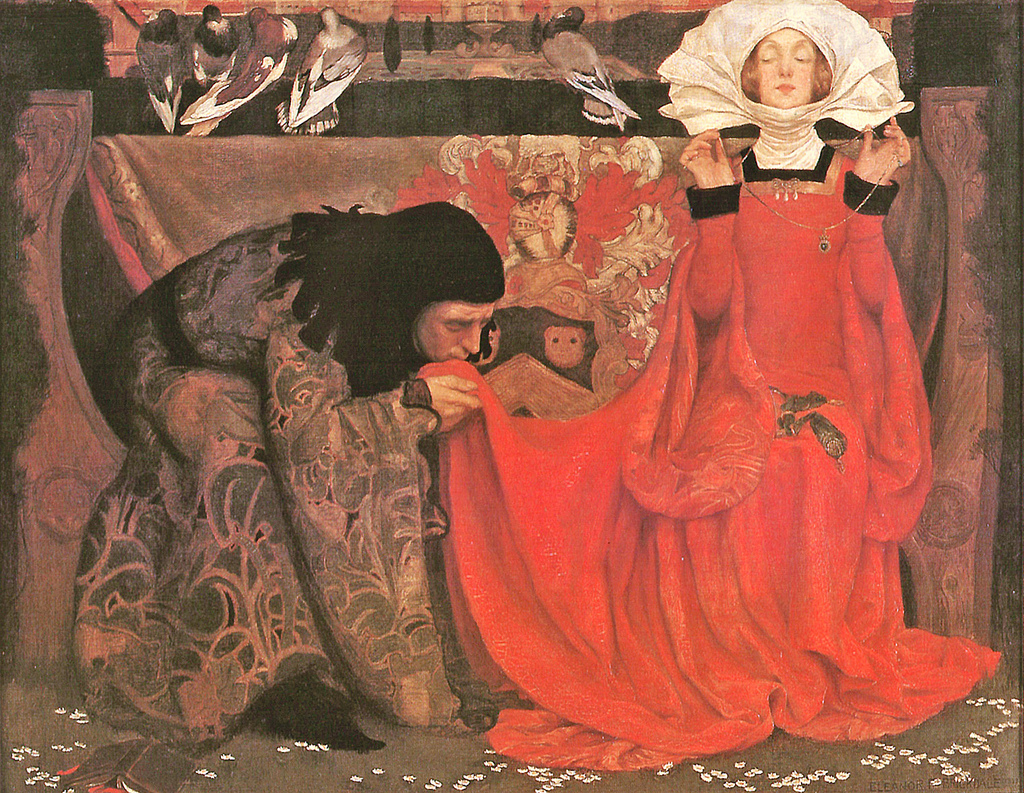
The Pale Complexion of True Love, 1899, Paris, musée d'Orsay.
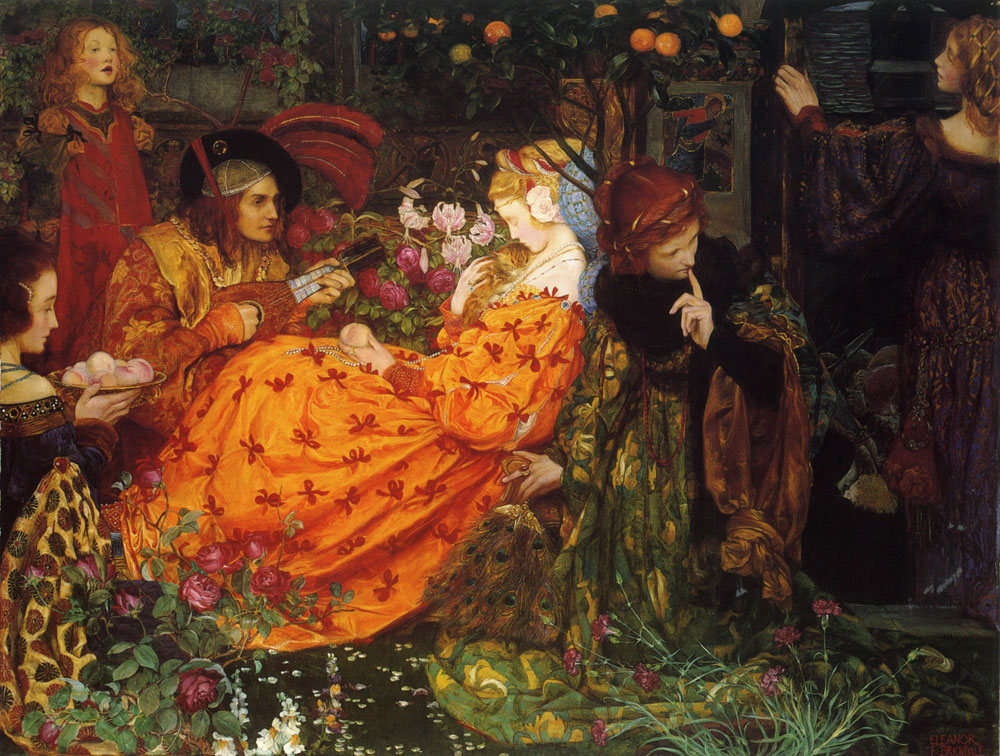
The Deceitfullness of Riches, 1901, localisation inconnue.
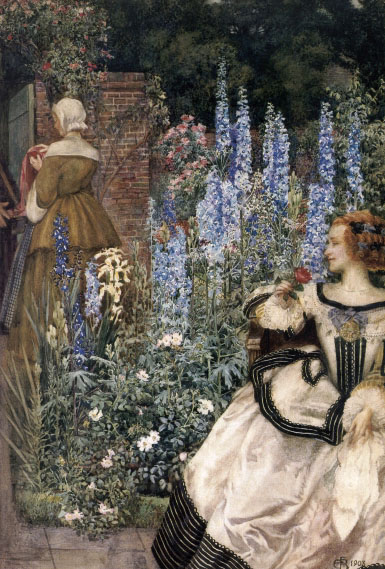
They toil not, neither do they spin, 1903, localisation inconnue.
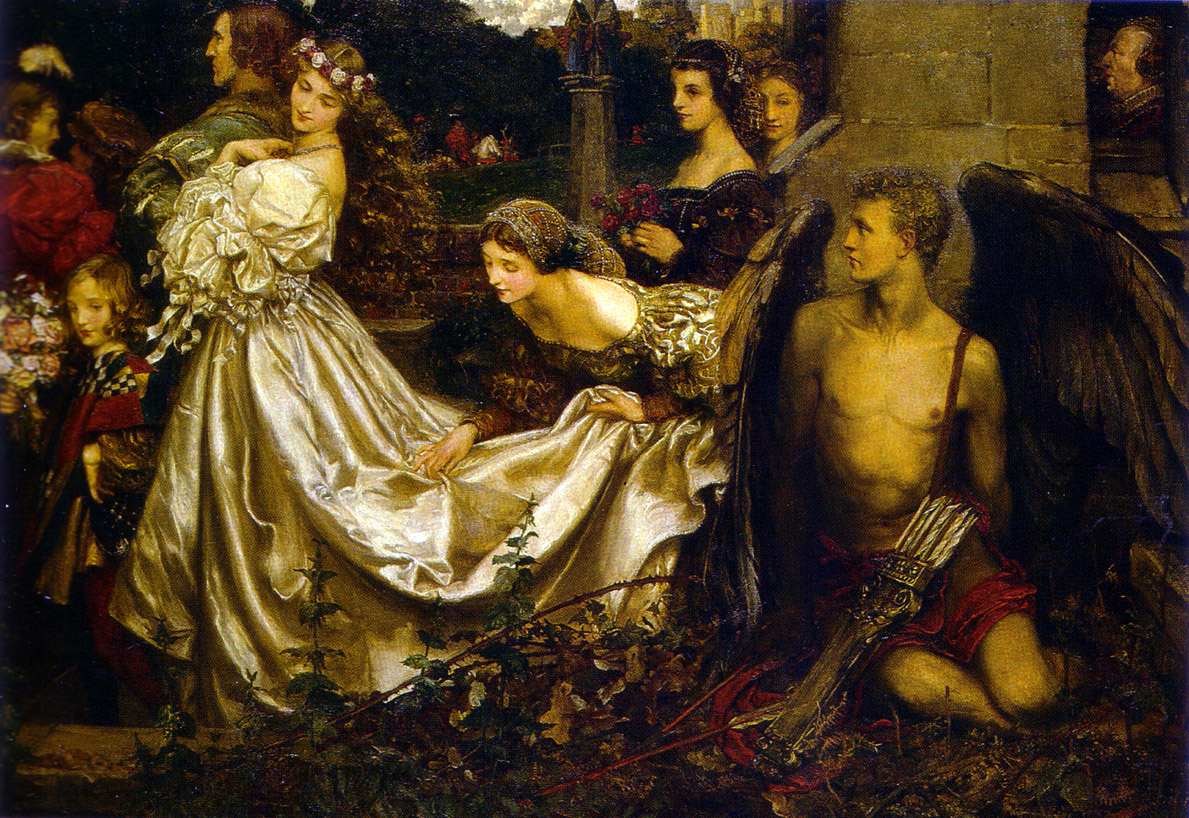
The Uninvited Guest, 1906, localisation inconnue.
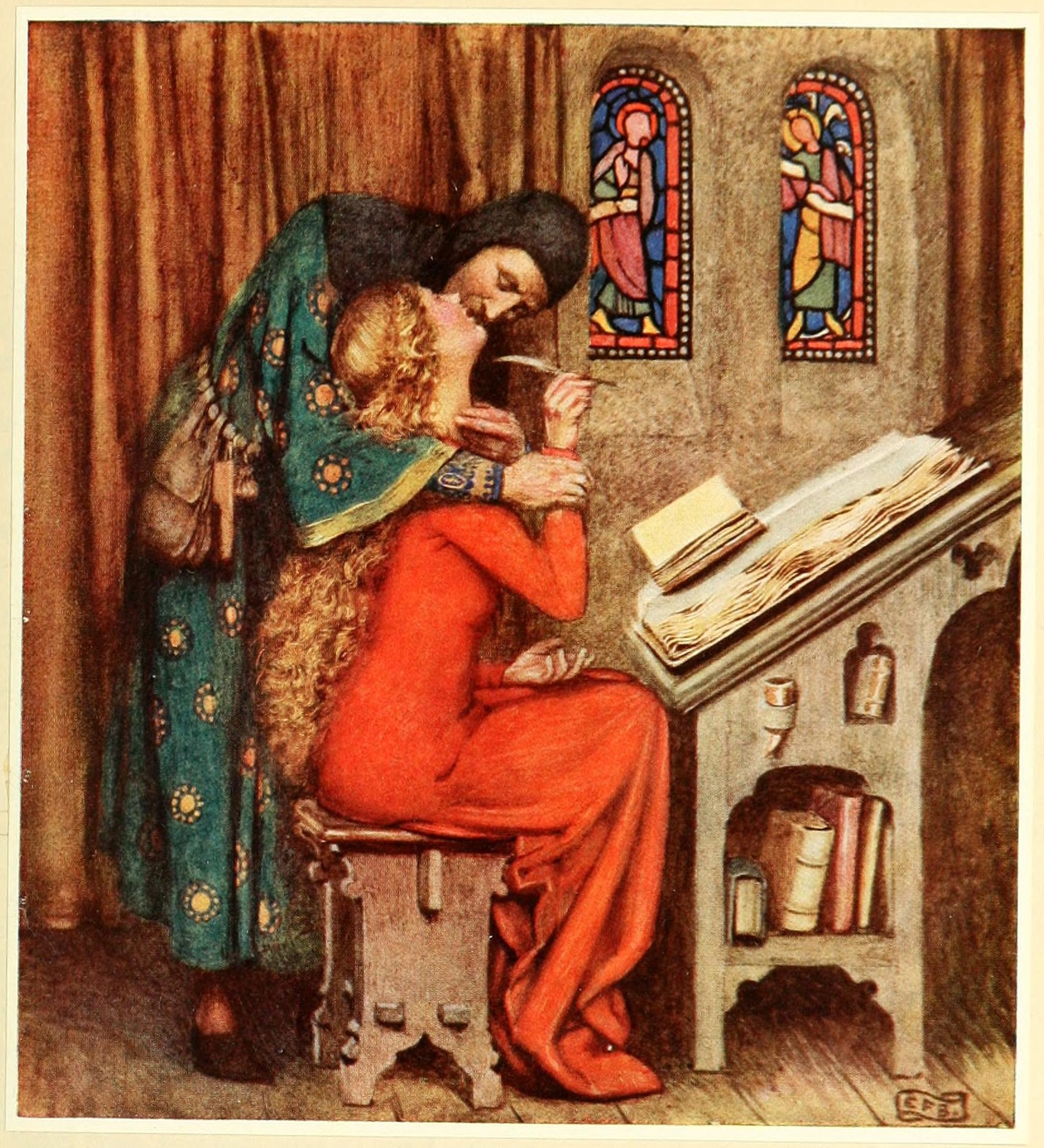
Éloïse et Abélard, illustration pour le Golden book of famous women (1919).
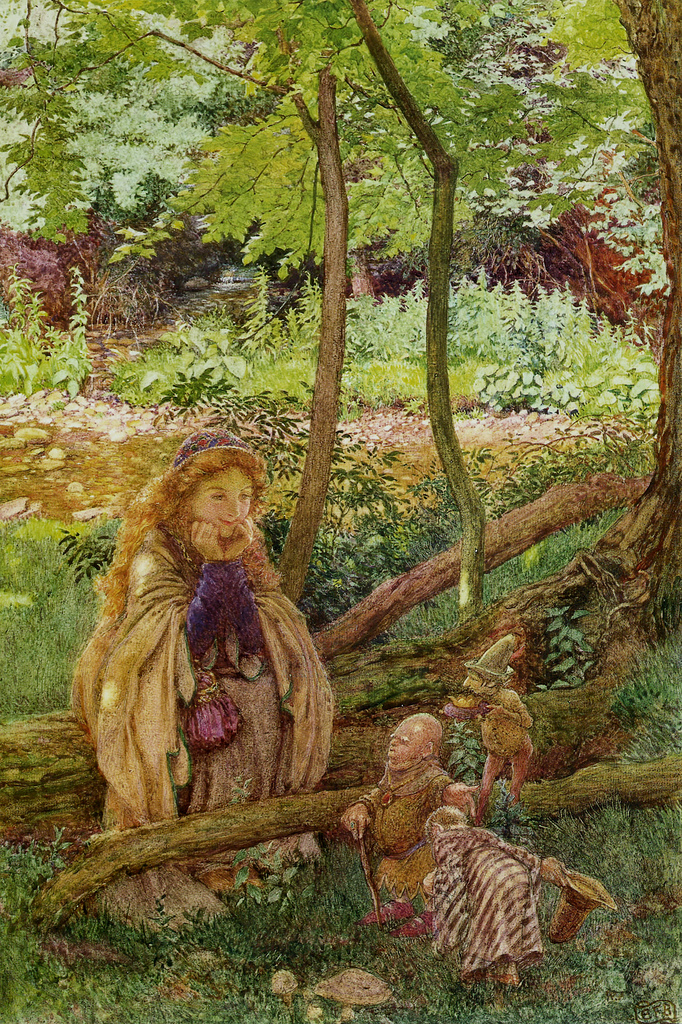
The Introduction, localisation inconnue.